# Verbandsgemeinde Bad Breisig
Die Verbandsgemeinde Bad Breisig ist eine Gebietskörperschaft im Landkreis Ahrweiler in Rheinland-Pfalz. Der Verbandsgemeinde gehören die Stadt Bad Breisig sowie drei weitere Ortsgemeinden an, der Verwaltungssitz ist in der namensgebenden Stadt Bad Breisig.

## Verbandsangehörige Gemeinden
| Ortsgemeinde, Stadt          | Fläche (km²) | Einwohner |
| ---------------------------- | ------------ | --------- |
| Bad Breisig, Stadt           | 19,94        | 9.655     |
| Brohl-Lützing                | 9,23         | 2.533     |
| Gönnersdorf                  | 5,04         | 637       |
| Waldorf                      | 7,61         | 884       |
| Verbandsgemeinde Bad Breisig | 41,83        | 13.709    |

(Einwohner am 31. Dezember 2023)

## Bevölkerungsentwicklung
Die Entwicklung der Einwohnerzahl bezogen auf das Gebiet der heutigen Verbandsgemeinde Bad Breisig; die Werte von 1871 bis 1987 beruhen auf Volkszählungen:
| Jahr | Einwohner |
| 1815 | 3.251     |
| 1835 | 4.445     |
| 1871 | 4.528     |
| 1905 | 5.931     |
| 1939 | 6.368     |
| 1950 | 7.573     |

| Jahr | Einwohner |
| 1961 | 8.421     |
| 1970 | 9.531     |
| 1987 | 10.790    |
| 1997 | 12.878    |
| 2005 | 13.268    |
| 2023 | 13.709    |

## Politik

### Verbandsgemeinderat
- SPD: 6
- Grüne: 2
- FWG: 8
- FDP: 1
- CDU: 9
- AfD: 2

Der Verbandsgemeinderat Bad Breisig besteht aus 28 ehrenamtlichen Ratsmitgliedern, die bei der Kommunalwahl am 9. Juni 2024 in einer personalisierten Verhältniswahl gewählt wurden, und dem hauptamtlichen Bürgermeister als Vorsitzendem.
Die Sitzverteilung im Verbandsgemeinderat:
| Wahl | SPD | CDU | Grüne | AfD | FDP | Linke | FWG | Gesamt   |
| ---- | --- | --- | ----- | --- | --- | ----- | --- | -------- |
| 2024 | 6   | 9   | 2     | 2   | 1   | –     | 8   | 28 Sitze |
| 2019 | 7   | 9   | –     | 1   | 2   | 1     | 8   | 28 Sitze |
| 2014 | 8   | 12  | –     | –   | 1   | –     | 7   | 28 Sitze |
| 2009 | 6   | 13  | –     | –   | 2   | –     | 7   | 28 Sitze |
| 2004 | 8   | 13  | –     | –   | 2   | –     | 5   | 28 Sitze |

- FWG = Freie Wählergruppe Verbandsgemeinde Bad Breisig e. V.

### Bürgermeister
Marcel Caspers (parteilos) wurde am 26. Oktober 2020 Bürgermeister der Verbandsgemeinde Bad Breisig. Bei der ursprünglich für den 10. Mai 2020 angesetzten Direktwahl, die wegen der Corona-Pandemie auf den 20. September verschoben wurde, war er mit einem Stimmenanteil von 65,8 % für acht Jahre gewählt worden.
Caspers Vorgänger Bernd Weidenbach (CDU) hatte das Amt seit 2004 ausgeübt. Bei der Direktwahl am 11. März 2012 wurde er mit einem Stimmenanteil von 92,85 % in seinem Amt bestätigt. Bei der Wahl 2020 war er nicht erneut angetreten.

### Wappen
Blasonierung: „In von Rot und Silber geteiltem Schildbord; geteilt, oben in Silber zwei gekreuzte rote Pfeile mit blauen Spitzen, begleitet von sechs (1:2:2:1) blauen Kugeln, unten Rot-Gold gerautet.“
Der obere Teil erinnert an die frühere Zugehörigkeit der Stadt Bad Breisig sowie der Gemeinden Brohl-Lützing und Gönnersdorf zur Herrschaft Breisig (Breisiger Ländchen), die seit dem Mittelalter dem Stift Essen gehörte. Das Wappen der Herrschaft Breisig zeigte zwei gekreuzte Jagdpfeile in Rot mit silbernen Spitzen, flankiert von sechs Kugeln in Blau auf silbernem Grund. Die sechs Kugeln standen für die seinerzeit sechs zugehörenden Ortschaften, die Jagdpfeile deuten auf die Jagdrechte im „fürstlich essendischen Hochwald“ hin. Die Rauten im unteren Schildteil sind dem Wappen der Burggrafen von Rheineck entnommen. Die Burggrafen üben zeitweise Vogteirechte in der Herrschaft Breisig aus. Die rot-weiße Bordüre symbolisiert die Verbandsgemeinde als solche.